# 高橋尚子のラララRUN♪
高橋尚子のラララRUN♪（たかはしなおこのララララン）は、BS-TBSで2009年4月4日から9月26日まで、土曜18:30～19:00に放送したトレーニング中心のスポーツ番組。明治乳業の一社提供。

## 概要
2回にわたり一人のゲストを招いて、ランニングをはじめとする各種スポーツ・運動の仕方などを、トークを交えながら高橋尚子や金哲彦らが指導してゆく。番組の後半には「高畑百合子のラララランナーへの道」と題して、金哲彦の指導の下、高畑のランニングフォームのチェックや体型の変化などを測るコーナーも存在した。エンディングには東京周辺のランニングコースを紹介していた。

## 出演者
- 高橋尚子
- 金哲彦
- 安東弘樹
- 高畑百合子（安東、高畑いずれも当時TBSアナウンサー）